# Edgar Salli
Edgar Salli est un footballeur international camerounais né le 17 août 1992 à Garoua. Il évolue au poste de milieu de terrain.

## Biographie

### En club
Après deux ans passés avec l'équipe première du Cotonsport Garoua, il quitte son pays natal pour rejoindre l'Europe. Il s'engage alors pour trois saisons avec l'AS Monaco et fait ses débuts professionnels le 1er août 2011 lors du match nul contre Boulogne-sur-Mer (0-0). Il marque son premier but quelques semaines plus tard lors du match nul des Monégasques contre Amiens (1-1). À cause d'une blessure, il ne fait que deux apparitions lors de la saison 2012-2013.
Il est prêté en Ligue 2 au RC Lens pour la saison 2013-2014,. La saison 2013-14 se déroule très bien pour lui. À Lens, le milieu camerounais convainc avec cinq buts et surtout huit passes décisives. Edgar Salli aide le RC Lens à monter en Ligue 1 et grâce à ses performances, il est sélectionné pour représenter le Cameroun à la Coupe du monde 2014.
Après sa saison avec le RCL, l'AS Monaco ne compte à nouveau pas sur Salli, qui est prêté pour une saison à l'Académica de Coimbra.
Pour la saison 2015-2016, Salli est prêté au FC Saint-Gall.
Le 21 juillet 2016, il quitte définitivement Monaco et s'engage au 1. FC Nuremberg,.

### En sélection
Salli débute avec le Cameroun U20 en 2009. Il participe à la Coupe d'Afrique des nations junior 2011 où il atteint la finale, battu par le Nigeria (3-2). Auteur de deux buts, il est également élu meilleur joueur de la compétition.
Il est initialement retenu pour participer à la Coupe du monde U20 en août 2011 mais il doit faire face au refus de son club de le libérer. Il sera finalement remplacé par Yann Songo'o.
Quelques semaines après avoir débuté avec l'AS Monaco, il est convoqué par Javier Clemente avec le Cameroun A pour disputer deux rencontres contre l'île Maurice et le Mexique en septembre 2011. Il fête sa première sélection le 11 octobre 2011 en étant titularisé lors du match nul des Lions indomptables en Guinée équatoriale (1-1).

## Statistiques détaillées

### En club
| Saison                | Club                        | Championnat           | Championnat | Championnat | Coupe nationale | Coupe nationale | Coupe de la Ligue | Coupe de la Ligue | Compétition(s) continentale(s) | Compétition(s) continentale(s) | Compétition(s) continentale(s) | Total | Total |
| Saison                | Club                        | Division              | M.          | B.          | M.              | B.              | M.                | B.                | Comp.                          | M.                             | B.                             | M.    | B.    |
| 2011-2012             | AS Monaco                   | Ligue 2               | 31          | 5           | 2               | 2               | 0                 | 0                 | -                              | -                              | -                              | 33    | 7     |
| 2012-2013             | AS Monaco                   | Ligue 2               | 1           | 0           | 0               | 0               | 0                 | 0                 | -                              | -                              | -                              | 1     | 0     |
| 2013-2014             | RC Lens (prêt)              | Ligue 2               | 27          | 5           | 4               | 0               | 2                 | 0                 | -                              | -                              | -                              | 33    | 5     |
| 2014-2015             | Académica de Coimbra (prêt) | Primeira Liga         | 9           | 0           | 1               | 0               | 0                 | 0                 | -                              | -                              | -                              | 10    | 0     |
| 2015-2016             | FC Saint-Gall (prêt)        | Super League          | 26          | 8           | 2               | 0               | 0                 | 0                 | -                              | -                              | -                              | 28    | 8     |
| Sous-total            | Sous-total                  | Sous-total            | 94          | 18          | 9               | 2               | 2                 | 0                 | -                              | 0                              | 0                              | 105   | 20    |
| 2016-2017             | 1. FC Nuremberg             | 2. Bundesliga         | 0           | 0           | 0               | 0               | -                 | -                 | -                              | -                              | -                              | 0     | 0     |
| Sous-total            | Sous-total                  | Sous-total            | 0           | 0           | 0               | 0               | 0                 | 0                 | -                              | 0                              | 0                              | 0     | 0     |
| Total sur la carrière | Total sur la carrière       | Total sur la carrière | 94          | 18          | 9               | 2               | 2                 | 0                 | -                              | 0                              | 0                              | 105   | 20    |

### En sélection nationale
| Sélection  | Année | Statistiques | Statistiques |
| Sélection  | Année | Matchs       | Buts         |
| ---------- | ----- | ------------ | ------------ |
| Cameroun A | 2011  | 3            | 0            |
| Cameroun A | 2012  | 4            | 0            |
| Cameroun A | 2013  | 0            | 0            |
| Cameroun A | 2014  | 9            | 1            |
| Cameroun A | 2015  | 9            | 1            |
| Cameroun A | 2016  | 4            | 1            |
| Cameroun A | Total | 29           | 3            |

#### Détail des matchs
| Matchs en sélection d'Edgar Salli | Matchs en sélection d'Edgar Salli | Matchs en sélection d'Edgar Salli                   | Matchs en sélection d'Edgar Salli | Matchs en sélection d'Edgar Salli | Matchs en sélection d'Edgar Salli | Matchs en sélection d'Edgar Salli | Matchs en sélection d'Edgar Salli | Matchs en sélection d'Edgar Salli | Matchs en sélection d'Edgar Salli |
| Sélections                        | Date                              | Stade                                               | Adversaire                        | Résultat                          | Minutes                           | Compétition                       | Buts                              | Capitaine                         | Club                              |
| --------------------------------- | --------------------------------- | --------------------------------------------------- | --------------------------------- | --------------------------------- | --------------------------------- | --------------------------------- | --------------------------------- | --------------------------------- | --------------------------------- |
| 1                                 | 11 octobre 2011                   | Nuevo Estadio de Malabo, Malabo                     | Guinée équatoriale                | 1 – 1                             | 90 min                            | Match amical                      | 0                                 | Non                               | AS Monaco                         |
| 2                                 | 11 novembre 2011                  | Stade de Marrakech, Marrakech                       | Soudan                            | 3 – 1                             | 14 min                            | Match amical                      | 0                                 | Non                               | AS Monaco                         |
| 3                                 | 13 novembre 2011                  | Stade de Marrakech, Marrakech                       | Maroc                             | 1 – 1                             | 25 min                            | Match amical                      | 0                                 | Non                               | AS Monaco                         |
| 4                                 | 29 février 2012                   | Estádio 24 de Setembro, Bissau                      | Guinée-Bissau                     | 0 – 1                             | 30 min                            | Qualification CAN 2013            | 0                                 | Non                               | AS Monaco                         |
| 5                                 | 26 mai 2012                       | Stade Armand Micheletti, Amanvillers                | Guinée                            | 1 – 2                             | 90 min                            | Match amical                      | 0                                 | Non                               | AS Monaco                         |
| 6                                 | 2 juin 2012                       | Stade Omnisports Ahmadou-Ahidjo, Yaounde            | RD Congo                          | 1 – 0                             | 28 min                            | Qualification Coupe du monde 2014 | 0                                 | Non                               | AS Monaco                         |
| 7                                 | 10 juin 2012                      | Stade Taïeb-Mehiri, Sfax                            | Libye                             | 2 – 1                             | 25 min                            | Qualification Coupe du monde 2014 | 0                                 | Non                               | AS Monaco                         |
| 8                                 | 29 mai 2014                       | Kufstein Arena, Kufstein                            | Paraguay                          | 1 – 2                             | 90 min                            | Match amical                      | 0                                 | Non                               | RC Lens                           |
| 9                                 | 7 juin 2014                       | Stade Omnisports Ahmadou-Ahidjo, Yaoundé            | Moldavie                          | 1 – 0                             | 71 min                            | Match amical                      | 1                                 | Non                               | RC Lens                           |
| 10                                | 19 juin 2014                      | Arena Amazonia, Manaus                              | Croatie                           | 0 – 4                             | 15 min                            | CDM 2014                          | 0                                 | Non                               | RC Lens                           |
| 11                                | 23 juin 2014                      | Stade national de Brasilia Mané-Garrincha, Brasilia | Brésil                            | 1 – 4                             | 32 min                            | CDM 2014                          | 0                                 | Non                               | RC Lens                           |
| 12                                | 10 septembre 2014                 | Stade Omnisports Ahmadou-Ahidjo, Yaoundé            | Côte d'Ivoire                     | 4 – 1                             | 7 min                             | Qualification CAN 2015            | 0                                 | Non                               | Académica                         |
| 13                                | 11 octobre 2014                   | Stade Omnisports Ahmadou-Ahidjo, Yaoundé            | Sierra Leone                      | 0 – 0                             | 15 min                            | Qualification CAN 2015            | 0                                 | Non                               | Académica                         |
| 14                                | 15 octobre 2014                   | Stade Omnisports Ahmadou-Ahidjo, Yaoundé            | Sierra Leone                      | 2 – 0                             | 22 min                            | Qualification CAN 2015            | 0                                 | Non                               | Académica                         |
| 15                                | 15 novembre 2014                  | Stade Omnisports Ahmadou-Ahidjo, Yaoundé            | RD Congo                          | 1 – 0                             | 90 min                            | Qualification CAN 2015            | 0                                 | Non                               | Académica                         |
| 16                                | 19 novembre 2014                  | Stade Félix Houphouët-Boigny, Abidjan               | Côte d'Ivoire                     | 0 – 0                             | 90 min                            | Qualification CAN 2015            | 0                                 | Non                               | Académica                         |
| 17                                | 7 janvier 2015                    | Stade Omnisports Ahmadou-Ahidjo, Yaoundé            | RD Congo                          | 1 – 1                             | 90 min                            | Match amical                      | 0                                 | Non                               | Académica                         |
| 18                                | 10 janvier 2015                   | Stade d'Angondjé, Libreville                        | Afrique du Sud                    | 1 – 1                             | 90 min                            | Match amical                      | 0                                 | Non                               | Académica                         |
| 19                                | 20 janvier 2015                   | Nuevo Estadio de Malabo, Malabo                     | Mali                              | 1 – 1                             | 90 min                            | CAN 2015                          | 0                                 | Non                               | Académica                         |
| 20                                | 24 janvier 2015                   | Nuevo Estadio de Malabo, Malabo                     | Guinée                            | 1 – 1                             | 90 min                            | CAN 2015                          | 0                                 | Non                               | Académica                         |
| 21                                | 28 janvier 2015                   | Nuevo Estadio de Malabo, Malabo                     | Côte d'Ivoire                     | 0 – 1                             | 45 min                            | CAN 2015                          | 0                                 | Non                               | Académica                         |
| 22                                | 6 septembre 2015                  | Independance Stadium, Bakau                         | Gambie                            | 1 – 0                             | 88 min                            | Qualification CAN 2017            | 0                                 | Non                               | FC Saint-Gall                     |
| 23                                | 11 octobre 2015                   | Stade Edmond Machtens, Molenbeek-Saint-Jean         | Nigeria                           | 0 – 3                             | 40 min                            | Match amical                      | 0                                 | Non                               | FC Saint-Gall                     |
| 24                                | 13 novembre 2015                  | Stade Général Seyni Kountché, Niamey                | Niger                             | 3 – 0                             | 90 min                            | Qualification Coupe du monde 2018 | 1                                 | Non                               | FC Saint-Gall                     |
| 25                                | 17 novembre 2015                  | Stade Omnisports Ahmadou-Ahidjo, Yaoundé            | Niger                             | 0 – 0                             | 59 min                            | Qualification Coupe du monde 2018 | 0                                 | Non                               | FC Saint-Gall                     |
| 26                                | 26 mars 2016                      | Stade de Limbé, Limbé                               | Afrique du Sud                    | 2 - 2                             | 58 min                            | Qualification CAN 2017            | 0                                 | Non                               | FC Saint-Gall                     |
| 27                                | 29 mars 2016                      | Stade Moses-Mabhida, Durban                         | Afrique du Sud                    | 0 - 0                             | 91 min                            | Qualification CAN 2017            | 0                                 | Non                               | FC Saint-Gall                     |
| 28                                | 30 mai 2016                       | Stade de la Beaujoire, Nantes                       | France                            | 3 - 2                             | 45 min                            | Match amical                      | 0                                 | Non                               | FC Saint-Gall                     |
| 29                                | 3 juin 2016                       | Stade olympique, Nouakchott                         | Mauritanie                        | 0 - 1                             | 90 min                            | Qualification CAN 2017            | 1                                 | Non                               | FC Saint-Gall                     |

Mis à jour le 8 juin 2016

#### Buts internationaux
| # | Date             | Lieu                                 | Adversaire | Score | Résultats | Compétitions                      |
| - | ---------------- | ------------------------------------ | ---------- | ----- | --------- | --------------------------------- |
| 1 | 7 juin 2014      | Stade Ahmadou Ahidjo, Yaoundé        | Moldavie   | 1-0   | 1-0       | Match amical                      |
| 2 | 13 novembre 2015 | Stade Général Seyni Kountché, Niamey | Niger      | 0-3   | 0-3       | Qualification Coupe du monde 2018 |
| 3 | 3 juin 2016      | Stade olympique, Nouakchott          | Mauritanie | 0-1   | 0-1       | Qualification CAN 2017            |

## Palmarès

### En club
| - Cotonsport Garoua - Championnat du Cameroun - Vainqueur : 2010 et 2011 |  | - Cotonsport Garoua - Championnat du Cameroun - Vainqueur de la Coupe du Cameroun: 2011 |  | - AS Monaco - Championnat de France de Ligue 2 - Vainqueur : 2013 et promotion en Ligue 1. |  | - RC Lens - Championnat de France de Ligue 2 - Vice-champion : 2014 et promotion en Ligue 1. |

### En sélection
- Cameroun U20
  - Coupe d'Afrique des nations junior
    - Finaliste : Coupe d'Afrique des nations junior 2011
    - Vainqueur Coupe d'Afrique des nations 2017

### Distinction personnelle
- Meilleur joueur de la Coupe d'Afrique des nations junior 2011